# Simig Bernát
Simig Bernát (angolul: Bernard Simig; névvariáns: Semig (Simig), Barnard Gustave) (Magyarország, 1839? – USA, 1883. augusztus 1.) sebész katonaorvos volt az amerikai polgárháborúban, majd az Egyesült Államok hadseregében.

## Élete
A polgárháború előtt New York-ban egy magántársaságnál dolgozott, majd 1861 május 4-én bevonult a 9. New York-i önkéntes gyalogezredbe, 1863 április 1-én megbetegedett Baltimore-ban, Maryland államban. 1863 május 20-án beállt kórházi orvosnak az Egyesült Államok hadseregébe, 1864 június 27-én megbetegedett, 1864 július 2-án újra szolgálatba lépett, 1865 április 5-én kinevezték mint sebész katonaorvost főhadnaggyá, ebben a beosztásban szolgált 1874 november 10-ig, kapitánnyá léptették elő 1879 november 10-én. 1883 augusztus 1-jén érte a halál.